# Końskie (gmina)
Końskie est une gmina mixte du powiat de Końskie, Sainte-Croix, dans le centre de la Pologne. Son siège est la ville de Końskie, qui se situe environ 38 km au nord de la capitale régionale Kielce.
La gmina couvre une superficie de 249,9 km2 pour une population de 35 483 habitants (2020).

## Géographie
Outre la ville de Końskie, la gmina inclut les villages de Baczyna, Barycz, Bedlenko, Bedlno, Brody, Chełb, Czerwony Most, Czysta, Drutarnia, Dyszów, Fidor, Gabrielnia, Gatniki, Głupiów, Górny Młyn, Grabków, Gracuch, Izabelów, Jeżów, Koczwara, Kopaniny, Kornica, Małachów, Młynek Nieświński, Modliszewice, Nałęczów, Niebo, Nieświń, Nowe Sierosławice, Nowy Dziebałtów, Nowy Kazanów, Nowy Sokołów, Paruchy, Piekło, Piła, Pomorzany, Pomyków, Poraj, Proćwin, Przybyszowy, Radomek, Rogów, Sielpia Wielka, Sierosławice, Stadnicka Wola, Stara Kuźnica, Stary Dziebałtów, Stary Kazanów, Stary Sokołów, Sworzyce, Szabelnia, Trzemoszna, Wąsosz et Wincentów.
La gmina borde les gminy de Białaczów, Gowarczów, Przysucha, Radoszyce, Ruda Maleniecka, Smyków, Stąporków et Żarnów.